# Revyartist
Revyartist, är en skådespelare som framträder i revy. Som revyartist krävs en viss mångsidighet eftersom en revy oftast innehåller allt från sketcher och monologer till sång och dansinslag. En revyartist måste ständigt växla snabbt mellan olika karaktärer då varje nummer oftast kräver en ny figur. 
Sveriges främste revyartist är utan tvivel Karl Gerhard. Gerhard kom med en helt ny och banbrytande revyform under början 1920-talet.
Många revyartister är användbara i andra komiska sammanhang som till exempel i komedier och farser. Det är inte heller ovanligt med revyartister som visar prov på dramatisk talang genom att framträda i allvarliga roller, ett lysande exempel är till exempel Carl-Gustaf Lindstedt som både behärskade den svåra konsten att få folk att skratta och även kunde gestalta dramatiska roller. 

## Några kända svenska revyartister
- Anders Eriksson
- Per Fritzell
- Claes Eriksson
- Jan Rippe
- Knut Agnred
- Kerstin Granlund
- Peter Rangmar
- Ernst Rolf
- Karl Gerhard
- Gösta Bernhard
- Sten-Åke Cederhök
- Tjadden Hällström
- Nils Ahlroth
- Laila Westersund
- Peter Flack
- Carl-Gustaf Lindstedt
- Gunilla Åkesson
- Stig Järrel
- Inga Gill
- Hans Alfredson
- Tage Danielsson
- Tomas von Brömssen